# 大坪ゆう
大坪ゆう(おおつぼゆう、4月22日)は、福岡県出身のフリーナレーター。

## 出演番組
- ぶらッとCH　SUGARS メトロTV　東京メトロの配信番組[1]
- E-Girlsを真面目に考える会議　テレビ東京。2015年4月10日～6月26日。[1]
- 中畑清 熱血!スポーツ応援団　BS11。2016年4月8日～。[1]番組内コーナー「この一瞬、この一枚。」「それいけ、いなむら。」のナレーションを担当